# Wapen van Weerdinge

Wapen van het waterschap Weerdinge

Het wapen van Weerdinge werd op 22 december 1958 bij koninklijk besluit aan het Drentse waterschap Weerdinge verleend. In 1963 ging het waterschap met de andere waterschappen Compascuum, Barger Oostveen, Barger Oosterveld en Emmer-Erfscheidenveen op in De Runde. Hiermee verviel het wapen.

## Blazoenering
De blazoenering luidt als volgt:
In zilver een stel tweelingbalken van azuur, over alles heen een uitgerukte eik van sinopel met eikels van keel, in napjes van sabel, aan de voet ter weerszijden vergezeld van een liggend turf, eveneens van sabel. Het schild gedekt door een gouden kroon van drie bladeren en twee paarlen.
Het schild is van zilver, in het midden van het wapen twee blauwe dwarsbalken. Centraal in het wapen staat de eikenboom die groen is gekleurd,  ook groeien er op de eik rode eikels met zwarte dopjes. Vervolgens de turfblokjes van zwart en ten slotte de gravenkroon.

## Geschiedenis
In de jaren 50 van de twintigste eeuw werd aan een aantal waterschappen in Drenthe wapens verleend. H.T. Buiskool ontwierp een wapen voor het waterschap Weerdinge. De raad van het waterschap ging akkoord met het wapen, maar wilde graag een verwijzing naar de vervening. Er werden daarop twee turfjes in het schild geplaatst. Het ontwerp werd ingezonden naar de Hoge Raad van Adel en er volgde nog enige briefwisseling waarna de Hoge Raad van Adel het wapen toekende aan het waterschap.

## Symboliek
De eikenboom die centraal staat in het wapen verwijst naar het voormalige bos het Weerdingerholt, hier werden bijeenkomsten gehouden en er werd hout verkocht. De twee blauwe dwarsbalken symboliseren het oude karrenspoor dat door het veen liep. Met de zomer was het te nat om over het karrenspoor heen te gaan.

## Vergelijkbare wapens

Het wapen van het waterschap Mark en Weerijs
Het wapen van het waterschap De Markgronden

Drentse Aa ·
Amsterdamscheveld ·
Bargerbeek ·
Eemszijlvest ·
Emmer-Erfscheidenveen ·
Hesselte ·
Hunze en Aa ·
Loo- en Drostendiep ·
Meppelerdiep ·
Middenveld ·
De Monden ·
Nijeveen-Kolderveen ·
Noordenveld ·
Oostermoerse Vaart ·
De Oude Vaart ·
Reest en Wieden ·
Riegmeer ·
De Runde ·
Smilde ·
't Suydevelt ·
De Veenmarken ·
De Vledder en Wapserveense Aa ·
Weerdinge ·
De Wold Aa ·
Wold en Wieden ·
Zuiveringsschap Drenthe